# ペラギウス2世 (ローマ教皇)
ペラギウス2世（Pelagius II、生年不詳 - 590年2月7日）は、第63代ローマ教皇（在位：579年 - 590年）。ゴート族（ゴート人）の出身である。

## 生涯
ペラギウス2世は、579年にローマ教皇に選出された。当時のイタリア半島は、東ゴート王国滅亡後の混乱期であり、ランゴバルド族の侵攻がローマを絶えず脅かしていた。

### 主要な事績

#### ランゴバルド族の脅威とフランク王国への救援要請
ペラギウス2世の在位中、ランゴバルド族によるイタリア半島への侵攻が深刻化していた。彼は東ローマ皇帝ティベリウス2世（在位：578年 - 582年）に救援を求めたが、東ローマ帝国はササン朝ペルシアとの戦争中のため、十分な援軍を送ることができなかった。このため、ペラギウス2世は、教皇庁の歴史において初めて、フランク王国に援助を要請することになった。これは、ローマ教皇が東ローマ帝国だけでなく、西欧のゲルマン系王国にも目を向け始めた重要な転換点であると評価される。

#### 教会分裂問題への対応
彼は、5世紀に発生した「三章書論争」をめぐって、北イタリアで長年続いていた教会分裂の解決に尽力した。しかし、彼の努力は不首尾に終わり、この分裂は610年まで続くこととなる。

#### コンスタンティノープル総大司教との称号論争
コンスタンティノープル総大司教ヨハネス4世が「世界総主教（Ecumenical Patriarch）」という肩書を用いたことに抗議した。しかし、ティベリウス2世の後継者である皇帝マウリキウス（在位：582年 - 602年）がヨハネス4世を支持したため、東ローマ帝国とローマ教会との間で、この肩書をめぐる論争が勃発した。これは、後に東西教会の分裂へと繋がる権威をめぐる対立の一端である。

#### ローマの災害とグレゴリウス1世
589年には、ローマでティベレ川が氾濫し、その後にペストが蔓延するという複合的な災害に見舞われた。このような危機的状況の中、後に「大教皇」と呼ばれることになるグレゴリウス（後のグレゴリウス1世）を助祭に叙任し、コンスタンティノープルへの教皇大使として派遣した。グレゴリウス1世は、ペラギウス2世の死後、第64代教皇として即位し、混迷する時代の中で教会の権威を確立していくことになる。

### 晩年
ペラギウス2世は、590年2月7日にローマで死去した。彼の在位は、ランゴバルド族の侵攻や教会内の分裂、そして東方教会との関係といった多くの課題に直面した時期であり、次代のグレゴリウス1世へと繋がる重要な橋渡し役を果たしたといえる。